# Scott Robertson (football)
Scott Robertson est un footballeur écossais né le 4 avril 1985 à Dundee.

## Palmarès
Dundee United
- Coupe d'Écosse
  - Vainqueur (1) : 2010